# Vandijkophrynus inyangae
Vandijkophrynus inyangae és una espècie d'amfibi que viu a Zimbàbue i, possiblement també, a Moçambic.
Està amenaçada d'extinció per la pèrdua del seu hàbitat natural.